# Vicenta Michans y Piquer de Dot
Vicenta Michans y Piquer de Dot (València, 27 d'abril de 1802 - París, 30 d'abril de 1863) fou una cantatriu i guitarrista valenciana.
Començà a la capital d'Espanya, la seva educació musical, i quan només comptava setze anys començà a ser admirada per l'alta societat madrilenya. Es feu aplaudir molt a Barcelona, on va donar repetits concerts que feren època i ciutat on residí després de casar-se amb el poeta Jaume Dot.
El 1831 donà un concert a la "Granja de San Ildefonso" davant els monarques espanyols, que l'ompliren d'elogis i la nomenaren primera addicta facultativa del Conservatori.